# Puerto deportivo de Cala Figuera

Contraseña de la provincia marítima de Mallorca a la que pertenece.

El puerto deportivo de Cala Figuera es una infraestructura portuaria dependiente del Gobierno de las Islas Baleares situado en la localidad española de Cala Figuera, municipio de Santañí, en la costa sureste de la isla de Mallorca.
El puerto comparte la actividad pesquera con la recreativa, contando con 111 amarres.

## Información histórica
Su actividad es eminentemente pesquera pero no faltan las embarcaciones de recreo. Sus antecedentes se encuentran en las primeras flotas de barcas de bou establecidas en el paraje hacia 1910, iniciándose una intensa actividad pesquera que perdura hasta la actualidad. Con la consideración de interés local se inician las infraestructuras en 1941 con el dique, el muelle de atraque y el varadero así como su camino de acceso. Esta condición perdura hasta que, con la adscripción como instalación portuaria a Porto Petro, en 1967, pasa a participar este puerto de la clasificación de refugio de este último. Este puerto con Porto Petro cuenta en la actualidad, con doce barcos de pesca de base y 38.967 pasajeros locales.
Como curiosidad puede reseñarse que según el Cronicón Mayoricense de Álvaro Campaner tuvo lugar un maremoto en 1756 que, al aumentar el nivel del mar en varias decenas de metros produjo su total inundación, entrando el mar varios centenares de metros por la vaguada de su interior.
Como construcción histórica de interés cabe indicar la Torre de'n Beu, en el Norte de la bocana, torre que aparece como torre de vigía en el Mapa de Mut en 1683.

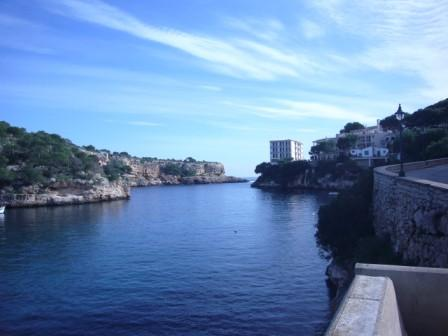
Entrada al puerto

## Ampliaciones futuras
Debido a las limitaciones físicas del puerto, puesto que se trata de un puerto natural, y la posición en contra de ampliaciones que puedan afectar al entorno natural del puerto, el Gobierno de las Islas Baleares descarta futuras ampliaciones. Aunque estudia la instalación de Islas flotantes para evitar los fondeos ilegales, en verano especialmente. Con dicha propuesta se solucionarían problemas de falta de amarres y se evitando ampliaciones.

## Estado de conservación
El Puerto de Cala Figuera, aunque es un puerto pequeño, posee un buen estado de conservación puesto que todas los presupuestos del puerto han ido destinados a la mejora y conservación de sus instalaciones considerando dentro de estas mejoras obras de dragado para el mantenimiento del calado.

## Accesibilidad
De difícil acceso en coche, solo es posible a través de una rampa, y aunque existen algunos aparcamientos, son escasos. No se puede acceder a todo el puerto en coche, solo a pie, ya que las casas se sitúan justo a pie de pantalanes. Cuando la marea sube también dificulta el acceso a los peatones debido a las pequeñas inundaciones de los pantalanes en las zonas más alejadas al dique.
Para las embarcaciones el acceso está restringido por el calado del puerto.

## Relación Puerto-Ciudad
Puerto tradicionalmente pesquero, ya que los ingresos de la ciudad eran gracias al sector de pesca. Aunque en la actualidad está destinado también a embarcaciones de recreo, ya que Cala Figuera por su belleza paisajística atrae a gran número de turistas.
El puerto se encuentra totalmente integrado en la ciudad, teniendo muchas de las casas acceso directo al puerto, con embarcaderos propios.
Se puede observar cómo esta ciudad surgió fruto de la gran actividad pesquera de la época.

## Relación Puerto-Entorno

### Del Puerto de Cala Figuera al Puerto de Porto Petro

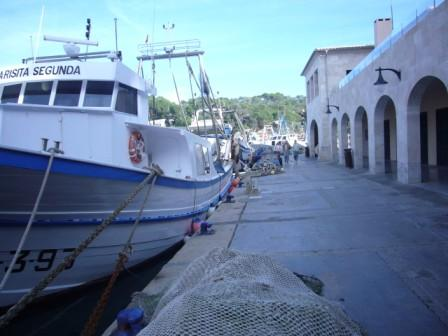
Lonja del puerto de Cala Figuera

Navegando entre estos puertos se recorren 3,5 millas frente a unos acantilados de unos 30 m de altura, que siguen un contorno muy recortado con abundantes cuevas y oquedades. Tan solo se interrumpe esta naturaleza de costa al llegar a cala Mondragón donde se encuentran las dos amplias playas de 140 m de s'Amarador y caló de'n Garrot de 65m, de fina y blanca arena. En caló d'es Bullit y más tarde de es Macs, paraje de la Barca Trencada, se encuentran dos minúsculas playas al fondo de las caletas.
Se alternan los parajes rústicos con los urbanizados, manteniéndose aún en condiciones naturales buena parte del litoral. Núcleos de urbanización son el propio Cala Figuera en las inmediaciones del caló de'n Boira, el del Cap d'es Moro y el de la Torre. El resto del litoral no afectado por estas urbanizaciones se encuentra en un estado natural o con muy incipiente urbanización.
Por mar la ribera solo es fácilmente accesible por las playas del paraje de Mondragón o de la Barca Trencada. En el fondo de alguna Caleta también puede realizarse el acceso por mar pero hay cierta dificultad en proseguir. Por tierra se dispone de un número de accesos puntuales que conducen a la urbanizaciones antes señaladas y a puntos concretos como son Mondragón y Torre de'n Beu donde es posible utilizar viales que permite el paso de los vehículos.
Diversos senderos peatonales permiten recorrer la orilla del mar por el fondo de las playas o próximo al borde de los acantilados, siendo reseñables el sendero que por la ribera Este de Cala Figuera se inicia en el caló de'n Boira hasta alacanzar Torre de'n Beu con su faro, el que permite recorrer el tramo entre la punta del Nido del Águila y la Punta del Sivinar junto a la urbanización del Cap d'Es Moro, con inclusión de las dos playas de esta cala y de las caletas adyacentes, hasta alcanzar la zona urbanizada de la Barca Trencada. Hay viales de las propias urbanizaciones que permiten también el recorrido costero si bien, conforme a la disposición de las parcelas hay zonas donde la posibilidad de acceso solo puede conseguirse por mar.
Existe un área de protección especial de la reserva marina en la que, entre otras prohibiciones, no se permite el fondeo sobre fanerógamas. El recorrido costero tiene un alto interés panorámico, recomendándose vistas desde el propio pomontorio de Torre de'n Beu, en la bocana de Cala Figuera en el que cierra cala Mondragón, y en la punta de la Torre.
Con ciertas alternancias de alga en mosaico, especialmente frente a las playas de las calas, predominan los fondos de arena. El litoral es limpio solo digno de mencionar el escollo situado en las proximidades de Torre de'n Beu. Lugares apropiados para el fondeo son los fondos arenosos de estas calas. Las presiones de fondeos de esta calas y la frecuencia son predominantemente alta y media. La costa de Mondragón ofrece gran interés ecológico y paisajístico. El puerto de Cala Figuera se integra perfectamente en el entorno sin romper la naturaleza de la zona.

## Información Técnica

### Tipología del puerto
La infraestructura está constituida por el dique de abrigo, vertical y atracable con calmas por ambas partes, que sale de la ribera Sur hacia el caló de'n Boira; en el fondo se encuentra la rampa varadero y en las riberas, sobre rocas, diversas obras de atraque, en parte voladas como pasarelas, y la explanada donde se hallan los servicios pesqueros. El Caló de'n Boira es intensamente utilizado para fondeo.
La bocana es localizable de día, por la indicada Torre de'n Beu con la torreta del faro inmediato, con franjas verticales blancas y negras sobre el zócalo rocoso acantilado de la parte Norte de la bocana, o bien por el par de bloques que se levantan adosados a las paredes de las rocas; durante la noche sirve este faro de torre de'n Beu para recalada, con la apariencia de destellos blancos conforme señala el Libro de Faros en la luz N.º 33830; una vez alcanzada la bocana se obseva el morro del dique frente al caló de'n Boira balizado por la señal de grupos de destello rojos N.º 33840 del Libro.
- Diques: dique de abrigo vertical atracable.
- Muelles: flotantes y fijos.
- Amarres: anillas de amarre y bolardos de acero.